# Ташла (Ташлинский район)
Ташла́ — село в Оренбургской области России. Административный центр Ташлинского района и Ташлинского сельсовета.

## Этимология
Село получило своё название от реки Ташёлки, которое изначально упоминается как Ташлы. В свою очередь гидроним Ташла имеет тюркское происхождение и в переводе означает — «каменный, каменистый, вытекающий из-под камня», другое, более распространенное значение — «брошенный камень».

## География
Расположено на западе области, в месте слияния рек Ташёлки и Герасимовки, в 2 км от реки Иртек, в 78 км к юго-западу от Сорочинска в 160 км к западу от Оренбурга.  Основные автодороги: Илек — Первомайский и Ташла — Сорочинск.

## Климат
Климат характеризуется  отчетливо выраженной континентальностью, жарким летом, холодной зимой.  Основу растительного покрова  составляют типчаково-ковыльные и  разнотравно–злаковые степи с  зарослями степных кустарников.

## История
В Оренбургском краеведческом музее хранится ряд документов, подтверждающих, что основание Ташлы относится не к 1774 году, как считалось ранее, а к 1769 году. В 1774 году, в период пребывания Емельяна Пугачева в Яицком городке, произошли выборы нового атамана. Пугачёв спросил казаков, кого они считают достойным занять эту ответственную должность. Большинство выбрало Никиту Каргина — человека, отличавшегося храбростью, мастерством владения оружием и техникой рукопашного боя, а также известного своей жестокостью по отношению к врагам. Однако, несмотря на его боевые заслуги, Каргин был набожным человеком, пять лет жил вдали от семьи на реке Ташёлке. В тот момент он приехал в Яицкий городок, чтобы встретиться с близкими.
На предложение Пугачева стать атаманом Каргин ответил отказом, пояснив, что по причине преклонного возраста и отсутствия грамотности не способен выполнить обязанности на должности: «Помилуйте, Ваше Величество, я этой должности по старости и неимению грамотности снести не смогу».
После этого Каргин вернулся в родной хутор. На карте Оренбургской области, составленной в 1808—1809 годах надворным советником Полбиным и титулярным советником Пановым, в районе речки Ташлы был отмечен хутор Ташла. Официальной датой его основания принято считать 1774 год.
На той же карте был обозначен пчельник Афанасия Донскова, в котором проживали монахини. Оригинал карты хранится в Уральском краеведческом музее. Со временем хутор Ташла развился в небольшое казачье село с 120 дворами. Это место привлекало поселенцев богатством природных ресурсов: нераспаханными землями, пастбищами, близостью реки и многочисленными озерами, богатыми рыбой, особенно на слиянии Ташёлки и Иртека, где водились огромные сомы. Основные занятия местных жителей включали скотоводство и земледелие. Село состояло из одной большой улицы, расположенной вдоль реки. В нем находилась церковь с церковно-приходской школой, где учились все желающие, поскольку как казаки, так и крестьяне осознавали, что неграмотность будет только усугублять их бедственное положение.
Многие краеведы, а также исследователи истории региона, считали, что с 12 лет мальчиков отправляли учиться военному делу в Уральск. Однако это не соответствует действительности. В Ташле уже в 1802 году было открыто собственное казачье училище, названное «Казачье училище поселка Ташлинского Иртекской станицы Уральского казачьего войска.
После Революции 1917 года в поселке Ташлинском, власть перешла к Советам депутатов трудящихся. Ташлинский сельский Совет депутатов трудящихся Илекского уезда Оренбургской губернии был основан в январе 1919 года. В его состав вошли также села Коммуна, Трудовое и хутор Пролетарский. В 1935 году, после образования Ташлинского района, сельсовет был включен в его территорию, сохранив при этом свою самостоятельность в вопросах исполнительной и представительной власти.
В период с 1942 по 1943 годы в Ташле проживали и обучались в Ташлинской средней школе будущие советские писатели-фантасты, Братья Стругацкие.
До середины 1960-х годов главной улицей села была Советская, на которой располагались административные здания, дом культуры, библиотека и магазины. До 1963 года въезд в Ташлу со стороны Сорочинска осуществлялся через деревянный мост через реку Ташёлку в районе Кормовика. Параллельно Советской улице проходили улицы Мельничная, Комсомольская, Пионерская и Садовая. В это время строились Красноармейская и Чапаевская улицы, которые заканчивались у современной Новой улицы, на окраине села.

## Ташла в художественной литературе
Под названиями как Ташла, так и Ташлинск упоминается в нескольких произведениях Братьев Стругацких («Дьявол среди людей», «Отягощённые злом»)

## Современный период
Ташла сегодня[когда?]

 — это 68 улиц и 20 переулков, 2891 подворье, 7969 жителей. Для сравнения: 10 лет назад[когда?]

 в райцентре было 56 улиц, 15 переулков, 2262 двора с населением 7778 человек. То есть вырос целый новый посёлок, сейчас[когда?]

 продолжается выделение участков под застройку частных домов в западной части села, которая для удобства разделена на два микрорайона: Степной с улицами Кравченко, Пустобаева, Синельникова, Петруковича и генерала Баранова и Садовый в направлении плодопитомника, где расположились улицы Коммунарская, Пограничников, Задорожнева, Артема Коровина и Просторная. Село также продолжается в направлении улиц Молодежной, Маликова и Новогодней. Ежегодно около 6 тысяч квадратных метров жилья вводится в эксплуатацию. Подведено электричество, ещё не везде проложены газ и водопровод, но  муниципальным образованием подготовлен и подан пакет документов на участие в проекте для предоставления субсидий на софинансирование строительства объектов инженерной инфраструктуры по водоснабжению на сумму 28 млн рублей, по газификации на 13,8 млн рублей. Благодаря государственной поддержке и стараниям администраций района и сельского совета в Ташле из 38 многоквартирных домов капитально отремонтировано 34 и построен новый дом на улице Довженко.

## Наука и образование

### Общеобразовательные учебные заведения
- Ташлинский политехнический техникум
- МБОУ Гимназия №1
- МБОУ Ташлинская СОШ

## Культура

### Музеи
- Ташлинский районный краеведческий музей

### Библиотеки
- Ташлинская центральная районная библиотека

## Экономика

### Промышленность
Производство товаров и услуг на территории Ташлы представлено следующими предприятиями: 
- Производство пищевых продуктов - ООО «Молокоперерабатывающий завод «Ташлинский»;

- Издательская и полиграфическая деятельность – филиал ГУП РИА «Оренбуржье» - «Редакция газеты «Маяк»;

- Производством и распределением электроэнергии, газа и воды - МУП «Ташлинское ЖКХ»

### Финансовые услуги
В селе действуют отделения следующих банков: «Россельхозбанк», «Сбер», Банк "Оренбург", «Совкомбанк»

## Инфраструктура
Работают более 40 предприятий, техникум, два средних общеобразовательных учреждения, три детских сада, центр дополнительного образования детей, детская школа искусств и детско-юношеская спортивная школа, спортивный комплекс «Олимп», стадион, рынок, два торговых комплекса, широкая сеть магазинов и кафе.

### Формирование комфортной городской среды

###### Парк 75-летия Победы
В Ташлинском районе Оренбуржья успешно реализуется программа «Формирование комфортной городской среды» национального проекта «Жилье и городская среда».
В 2018 году в районном центре была благоустроена общественная территория около стадиона «Салют». Современный парк с площадками стал излюбленным местом отдыха для жителей Ташлинского района. Минстрой России включил данный проект в федеральный реестр лучших практик.
В 2019 году благодаря участию в проекте «Формирование комфортной городской среды» была благоустроена общественная территория на участке перед стадионом «Салют» (северная часть).
Общественная территория — сквер перед стадионом «Салют» — один из объектов приоритетного проекта «Формирование комфортной городской среды». Всего же площадь территории сквера составляет 5500 квадратных метров. Здесь появились пешеходные дорожки, тропа здоровья, новая система освещения, уличные тренажеры и детский игровой комплекс.

## СМИ
- Дорожное радио 99,6 МГц;
- Радио России Оренбург 102,6 МГц;
- Планета FM Оренбург 104,2 МГц

## Связь
- «Билайн» (ПАО «Вымпел-Коммуникации»);
- «МегаФон»;
- Yota (ООО «Скартел»);
- «МТС»;
- «Ростелеком»;
- Теlе2 Россия

## Социальные сети
- «ВКонтакте» https://vk.com/tashla_rajon

## Население
| 1959 | 1970  | 1979  | 1989  | 2002  | 2010  | 2021  |
| ---- | ----- | ----- | ----- | ----- | ----- | ----- |
| 3143 | ↗3264 | ↗4205 | ↗5585 | ↗6688 | ↗7061 | ↗7352 |